# Місцеві вибори в Україні 2014
Місцеві вибори в Україні 2014 — позачергові вибори місцевих голів у низці міст, селищних і сільських рад, а також позачергові вибори депутатів Київської і Черкаської міських рад та трьох сільських рад. Усі ці вибори відбулися в один день з виборами Президента України — 25 травня. Також низка місцевих виборів призначена на 26 жовтня 2014 року.

## 25 травня

### Хронологія
25 лютого 2014 року Верховна Рада України призначила вибори Київради і Київського міського голови на 25 травня 2014 року.
27 лютого призначено вибори міських голів у 26 містах України:
- Чернівці
- Херсон
- Миколаїв (Мик. обл.)
- Одеса
- Охтирка
- Ніжин
- Саки
- Фастів
- Феодосія
- Нетішин
- Лисичанськ
- Ровеньки
- Канів
- Першотравенськ
- Сніжне
- Христинівка
- Верхньодніпровськ
- Білопілля
- Барвінкове
- Кам'янка
- Збараж
- Кременець
- Зборів
- Родинське
- Перевальськ
- Жмеринка

14 березня призначено вибори Черкаського міського голови.
15 березня було призначено вибори міських, селищних, сільських голів у 232 місцевих радах, у тому числі 5 містах (Переяслав-Хмельницький, Рожище, П'ятихатки, Монастириська, Хотин), а також позачергові вибори депутатів Долинської та Степненської сільських рад Запорізького району Запорізької області і Поріченської сільської ради Краснодонського району Луганської області.
17 березня призначено позачергові вибори депутатів Черкаської міської ради.
25 березня Верховна Рада призначила позачергові вибори мерів ще в 10 містах:
- Суми
- Васильків
- Прилуки
- Антрацит
- Жовті Води
- Ладижин
- Ромни
- Бобринець
- Батурин
- Корсунь-Шевченківський

15 квітня Верховна Рада України прийняла закон «Про забезпечення прав і свобод громадян та правовий режим на тимчасово окупованій території України», який визнає території Автономної Республіки Крим і міста Севастополя тимчасово окупованими. Відновідно до частини п'ятої статті 8 цього закону місцеві вибори на тимчасово окупованій території не проводяться, тому вибори Сакського і Феодосійського міських голів, Кіровського, Коктебельського і Роздольненського селищних голів, а також голів 10 сільських рад Криму 25 травня не відбулися.
Таким чином 25 травня 2014 року відбулися вибори 41 міського, 25 селищних і 189 сільських голів, а також депутатів 2 міських і 3 сільських рад.

### Результати

#### Міські голови
| Місто                  | Обраний мер                     | Відсоток     | Суб'єкт висування                    |
| ---------------------- | ------------------------------- | ------------ | ------------------------------------ |
| Київ                   | Кличко Віталій Володимирович    | 56,7         | ПП «УДАР»                            |
| Миколаїв               | Гранатуров Юрій Ісайович        | 27,6         | самовисуванець                       |
| Одеса                  | Труханов Геннадій Леонідович    | 43,5         | самовисуванець                       |
| Суми                   | Лисенко Олександр Миколайович   | 41,2         | ВО «Батьківщина»                     |
| Херсон                 | Миколаєнко Володимир Васильович | 35,9         | ВО «Батьківщина»                     |
| Черкаси                | Одарич Сергій Олегович          | 50,7         | Партія вільних демократів            |
| Чернівці               | Каспрук Олексій Павлович        | 52,8         | ВО «Батьківщина»                     |
| Антрацит               | не відбулись                    | не відбулись | не відбулись                         |
| Барвінкове             | Бало Олександр Олексійович      | 41,2         | ВО «Батьківщина»                     |
| Батурин                | Душа Леонід Леонідович          | 64,3         | самовисуванець                       |
| Білопілля              | Зарко Юрій Васильович           | 32,3         | самовисуванець                       |
| Бобринець              | Кравченко Леонід Григорович     | 40,4         | самовисуванець                       |
| Васильків              | Сабов Сергій Олександрович      | 29,8         | ПП «УДАР»                            |
| Верхньодніпровськ      | Калініченко Леонід Вікторович   | 54,6         | ВО «Демократи» (Демократична партія) |
| Жмеринка               | Кушнір Анатолій Петрович        | 49,9         | самовисуванець                       |
| Жовті Води             | Тарасенко Василь Веніамінович   | 27,8         | самовисуванець                       |
| Збараж                 | Полікровський Роман Степанович  | 31,7         | самовисуванець                       |
| Зборів                 | Білик Леонід Сергійович         | 42,7         | самовисуванець                       |
| Кам'янка               | Тірон Володимир Іванович        | 51,0         | ВО «Батьківщина»                     |
| Канів                  | Ренькас Ігор Олександрович      | 30,3         | самовисуванець                       |
| Корсунь-Шевченківський | Гайдай Олександр Васильович     | 32,0         | самовисуванець                       |
| Кременець              | Ванжула Роман Валерійович       | 31,4         | «Громадянська позиція»               |
| Ладижин                | Коломєйцев Валерій Іванович     | 47,8         | самовисуванець                       |
| Лисичанськ             | не відбулись                    | не відбулись | не відбулись                         |
| Монастириська          | Старух Андрій Олегович          | 40,8         | ВО «Свобода»                         |
| Нетішин                | Супрунюк Олександр Олексійович  | 37,0         | самовисуванець                       |
| Ніжин                  | Лінник Анатолій Валерійович     | 37,6         | ПП «УДАР»                            |
| Охтирка                | Алєксєєв Ігор Юрійович          | 51,5         | ВО «Батьківщина»                     |
| Перевальськ            | не відбулись                    | не відбулись | не відбулись                         |
| Переяслав-Хмельницький | Костін Тарас Вікторович         | 28,2         | ПП «УДАР»                            |
| Першотравенськ         | Рудих Віктор Іванович           | 36,1         | самовисуванець                       |
| Прилуки                | Барнаш Дмитро Васильович        | 52,1         | ВО «Свобода»                         |
| П'ятихатки             | Демянчук Валентин Михайлович    | 27,3         | КПУ                                  |
| Ровеньки               | не відбулись                    | не відбулись | не відбулись                         |
| Родинське              | Федоров Сергій Володимирович    | 43,1         | Партія регіонів                      |
| Рожище                 | Поліщук В'ячеслав Анатолійович  | 45,5         | ВО «Батьківщина»                     |
| Ромни                  | Салатун Сергій Андрійович       | 46,8         | самовисуванець                       |
| Сніжне                 | не відбулись                    | не відбулись | не відбулись                         |
| Фастів                 | Нетяжук Михайло Володимирович   | 26,2         | самовисуванець                       |
| Хотин                  | Головльов Микола Олексійович    | 50,2         | ПП «УДАР»                            |
| Христинівка            | Наконечний Микола Миколайович   | 46,7         | самовисуванець                       |

#### Селищні голови
| Селищна рада                                                       | Обраний голова                     | Відсоток                 | Суб'єкт висування        |
| Дніпропетровська область                                           | Дніпропетровська область           | Дніпропетровська область | Дніпропетровська область |
| ------------------------------------------------------------------ | ---------------------------------- | ------------------------ | ------------------------ |
| Новомиколаївська селищна рада Верхньодніпровського району          | Крамар Ірина Антаоліївна           | 83,4                     | Партія регіонів          |
| Курилівська селищна рада Петриківського району                     | Гречановський Сергій Іванович      | 58,0                     | Партія регіонів          |
| Донецька область                                                   |                                    |                          |                          |
| Ларинська селищна рада Донецької міської ради                      | не відбулись                       | не відбулись             | не відбулись             |
| Войковська селищна рада Амвросіївського району                     | не відбулись                       | не відбулись             | не відбулись             |
| Донська селищна рада Волноваського району                          | Гайворонський Олександр Григорович | 19,9                     | самовисуванець           |
| Ольгинська селищна рада Волноваського району                       | Каїка Тетяна Валеріївна            | 50,8                     | самовисуванка            |
| Ямпільська селищна рада Краснолиманського району                   | не відбулись                       | не відбулись             | не відбулись             |
| Старобешівська селищна рада Старобешівського району                | Федоров Федір Костянтинович        | 80,1                     | самовисуванець           |
| Закарпатська область                                               |                                    |                          |                          |
| Міжгірська селищна рада Міжгірського району                        | Щур Василь Михайлович              | 44,7                     | самовисуванець           |
| Івано-Франківська область                                          |                                    |                          |                          |
| Обертинська селищна рада Тлумацького району                        | Соловка Ігор Володимирович         | 53,4                     | самовисуванець           |
| Кіровоградська область                                             |                                    |                          |                          |
| Голованівська селищна рада Голованівського району                  | Чернишенко Олександр Юрійович      | 38,1                     | самовисуванець           |
| Луганська область                                                  |                                    |                          |                          |
| Ювілейна селищна рада Артемівської районної у місті Луганську ради | не відбулись                       | не відбулись             | не відбулись             |
| Нагольно-Тарасівська селищна рада Ровеньківської міської ради      | не відбулись                       | не відбулись             | не відбулись             |
| Львівська область                                                  |                                    |                          |                          |
| Меденицька селищна рада Дрогобицького району                       | Шулак Володимир Володимирович      | 46,1                     | самовисуванець           |
| Одеська область                                                    |                                    |                          |                          |
| Серпневська селищна рада Тарутинського району                      | Добровольський Володимир Євгенович | 40,6                     | самовисуванець           |
| Харківська область                                                 |                                    |                          |                          |
| Пересічанська селищна рада Дергачівського району                   | Чалий Микола Євгенович             | 34,2                     | КПУ                      |
| Зачепилівська селищна рада Зачепилівського району                  | Кривенко Юрій Вікторович           | 34,1                     | ВО «Батьківщина»         |
| Херсонська область                                                 |                                    |                          |                          |
| Лазурненська селищна рада Скадовського району                      | Коваленко Руслан Євгенович         | 51,0                     | самовисуванець           |
| Хмельницька область                                                |                                    |                          |                          |
| Війтовецька селищна рада Волочиського району                       | Степанюк Ігор Григорович           | 60,0                     | самовисуванець           |
| Летичівська селищна рада Летичівського району                      | Стадник Віктор Миколайович         | 42,0                     | самовисуванець           |
| Черкаська область                                                  |                                    |                          |                          |
| Катеринопільська селищна рада Катеринопільського району            | Гегедош Іван Тіберійович           | 29,5                     | самовисуванець           |
| Чернігівська область                                               |                                    |                          |                          |
| Куликівська селищна рада Куликівського району                      | Борщан Наталія Петрівна            | 37,7                     | самовисуванка            |
| Ладанська селищна рада Прилуцького району                          | Череп Віктор Миколайович           | 45,0                     | самовисуванець           |
| Любецька селищна рада Ріпкинського району                          | Зарецький Сергій Васильович        | 56,3                     | самовисуванець           |
| Радульська селищна рада Ріпкинського району                        | Сухоруков Олег Миколайович         | 58,7                     | самовисуванець           |

#### Не відбулися
Не проводились вибори:
- Сніжнянського міського голови Донецької області;
- Антрацитівського міського голови Луганської області;
- Лисичанського міського голови Луганської області;
- Ровеньківського міського голови Луганської області;
- Перевальського міського голови Перевальського району Луганської області.
- Ямпільського селищного голови Краснолиманського району Донецької області;
- Ларинського селищного голови Донецької міської ради Донецької області;
- Войковського селищного голови Амвросіївського району Донецької області;
- Озерянівського сільського голови Горлівської міської ради Донецької області;
- Ювілейного селищного голови Артемівської районної у місті Луганську ради Луганської області;
- Нагольно-Тарасівського селищного голови Ровеньківської міської ради Луганської області;
- Іванопільського сільського голови Костянтинівського району Донецької області;
- Комунівського сільського голови Артемівського району Донецької області;
- Луганського сільського голови Мар'їнського району Донецької області;
- Новополтавського сільського голови Костянтинівського району Донецької області;
- Предтечинського сільського голови Костянтинівського району Донецької області;
- Новозар'ївського сільського голови Старобешівського району Донецької області;
- Ребриківського сільського голови Антрацитівського району Луганської області;
- Білоскелюватського сільського голови Краснодонського району Луганської області;
- Самсонівського сільського голови Краснодонського району Луганської області;
- Першозванівського сільського голови Лутугинського району Луганської області;
- Заайдарівського сільського голови Новопсковського району Луганської області;
- Кримського сільського голови Слов'яносербського району Луганської області;
- Степівського сільського голови Слов'яносербського району Луганської області;
- Трьохізбенського сільського голови Слов'яносербського району Луганської області;
- Великочернігівського сільського голови Станично-Луганського району Луганської області;
- Поріченської сільської ради Краснодонського району Луганської області.

## 26 жовтня

### Хронологія
17 червня Верховна Рада призначила дострокові вибори голів ще в 10 міських, 14 селищних і 142 сільських радах. Усі ці вибори призначено на 26 жовтня 2014 року.

### Результати

#### Міські голови
| Місто     | Обраний мер                     | Відсоток     | Суб'єкт висування |
| --------- | ------------------------------- | ------------ | ----------------- |
| Вугледар  | Кузьменко Михайло Іванович      | 42,2         | самовисування     |
| Городенка | Яворський Степан Любомирович    | 49,1         | самовисування     |
| Ірпінь    | Карплюк Володимир Андрійович    | 33,2         | самовисування     |
| Ічня      | Рутченко Олександр Анатолійович | 59,0         | самовисування     |
| Кіровське | не відбулись                    | не відбулись | не відбулись      |
| Любомль   | Ющук Роман Васильович           | 28,6         | самовисування     |
| Малин     | Шостак Олексій Григорович       | 41,8         | самовисування     |
| Полонне   | Скримський Франц Францович      | 41,0         | самовисування     |
| Почаїв    | Бойко Василь Сергійович         | 46,4         | самовисування     |
| Сарни     | Усик Світлана Борисівна         | 27,8         | самовисування     |

#### Селищні голови
| Селищна рада                                         | Обраний голова                  | Відсоток          | Суб'єкт висування |
| Вінницька область                                    | Вінницька область               | Вінницька область | Вінницька область |
| ---------------------------------------------------- | ------------------------------- | ----------------- | ----------------- |
| Стрижавська селищна рада Вінницького району          | Короленко Таїсія Анатоліївна    | 48,4              | самовисування     |
| Житомирська область                                  |                                 |                   |                   |
| Яблунецька селищна рада Ємільчинського району        | Зінченко Олександр Юрійович     | 33,0              | самовисування     |
| Чоповицька селищна рада Малинського району           | Філоненко Михайло Миколайович   | 35,0              | самовисування     |
| Київська область                                     |                                 |                   |                   |
| Рокитнянська селищна рада Рокитнянського району      | Богданов Юрій Андрійович        | 70,6              | самовисування     |
| Глевахівська селищна рада Васильківського району     | Жеребцов Валерій Володимирович  | 31,0              | самовисування     |
| Луганська область                                    |                                 |                   |                   |
| Кріпенська селищна рада Антрацитівської міської ради | не відбулися                    | не відбулися      | не відбулися      |
| Миколаївська область                                 |                                 |                   |                   |
| Арбузинська селищна рада Арбузинського району        | Травянко Євгеній Віталійович    | 46,0              | самовисування     |
| Одеська область                                      |                                 |                   |                   |
| Миколаївська селищна рада Миколаївського району      | Рош Світлана Олександрівна      | 20,5              | самовисування     |
| Полтавська область                                   |                                 |                   |                   |
| Білицька селищна рада Кобиляцького району            | Чорна Ірина Володимирівна       | 22,3              | самовисування     |
| Хмельницька область                                  |                                 |                   |                   |
| Лозівська селищна рада Деражнянського району         | Стокальський Віктор Альбертович | 62,0              | самовисування     |
| Закупненська селищна рада Чемеровецького району      | Боб Валентин Сергійович         | 52,0              | самовисування     |
| Чемеровецька селищна рада Чемеровецького району      | Павлюк Леонід Васильович        | 46,2              | самовисування     |
| Чернігівська область                                 |                                 |                   |                   |
| Дігтярівська селищна рада Срібнянського району       | Хропост Віктор Миколайович      | 51,3              | самовисування     |
| Седнівська селищна рада Чернігівського району        | Шевчик Михайло Олексійович      | 54,1              | самовисування     |

#### Не відбулися
Не проводились вибори:
- Кіровського міського голови Донецької області;
- Кленівського сільського голови Амвросіївського району Донецької області;
- Любівського сільського голови Волноваського району Донецької області;
- Степанівського сільського голови Шахтарського району Донецької області;
- Кріпенського селищного голови Антрацитівської міської ради Луганської області.

## 7 грудня
Відповідно до п. 2 ст. 10 Закону України «Про особливий порядок місцевого самоврядування в окремих районах Донецької та Луганської областей» 7 грудня в окремих районах Донецької і Луганської областей мали пройти місцеві вибори. Відповідно до ст. 1 того ж закону райони і населені пункти, в яких мали пройти вибори, мали бути визначені рішенням Верховної Ради України, проте до 7 грудня Верховна Рада не прийняла такого рішення, тож ці вибори не відбулися.